# Hoplon

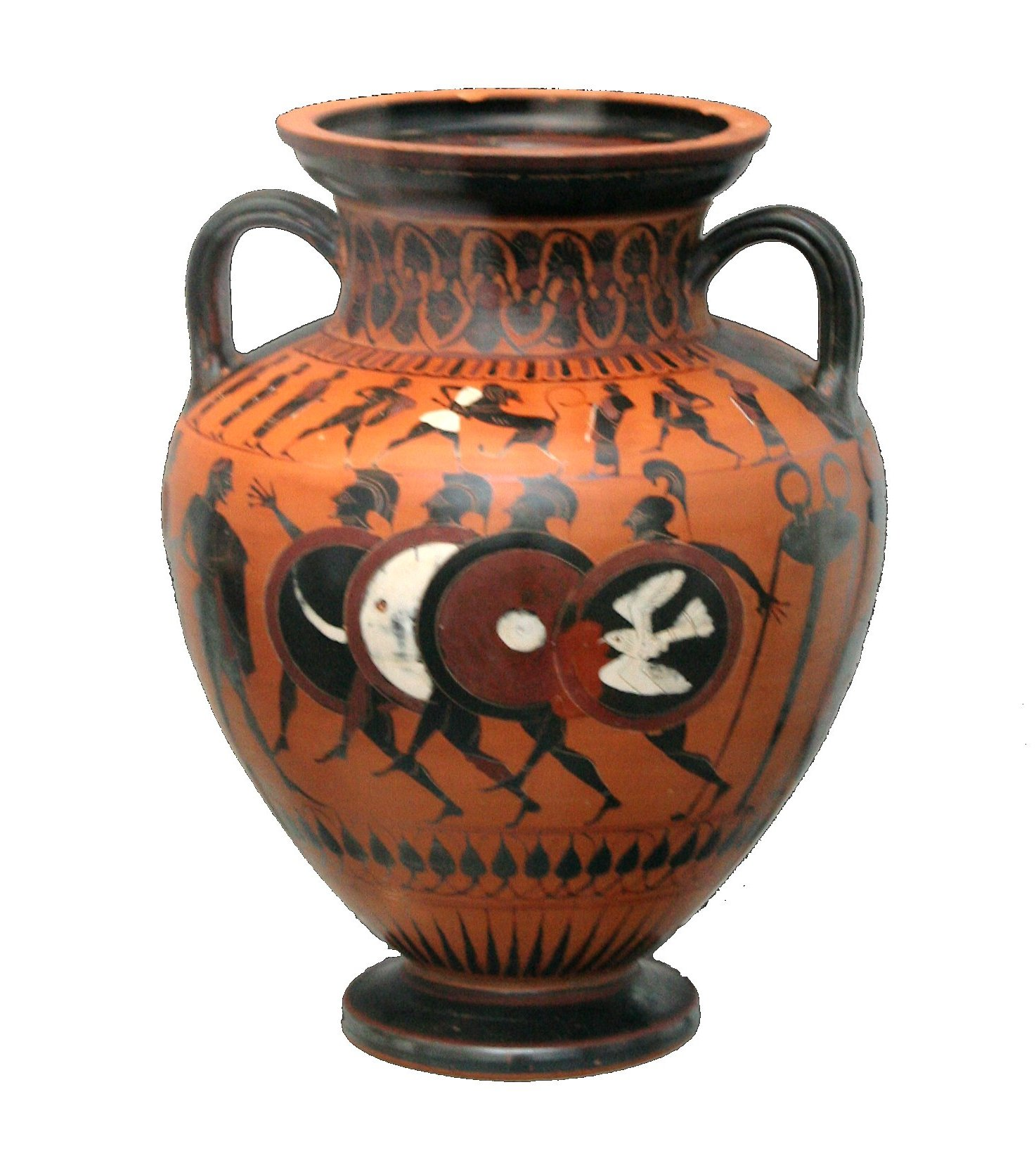
En vas daterad till år 550 f.Kr. med hopliter och deras hoplon

Hoplon kallades de grekiska hopliternas sköld. Det var en armburen stor rundsköld (litet oval) vars storlek skulle räcka som skydd för projektiler och svärdshugg. Avsikten var att det skulle vara billigt att utrusta hopliterna och ändå ge dem ett förhållandevis bra skydd.